# Beukennootje

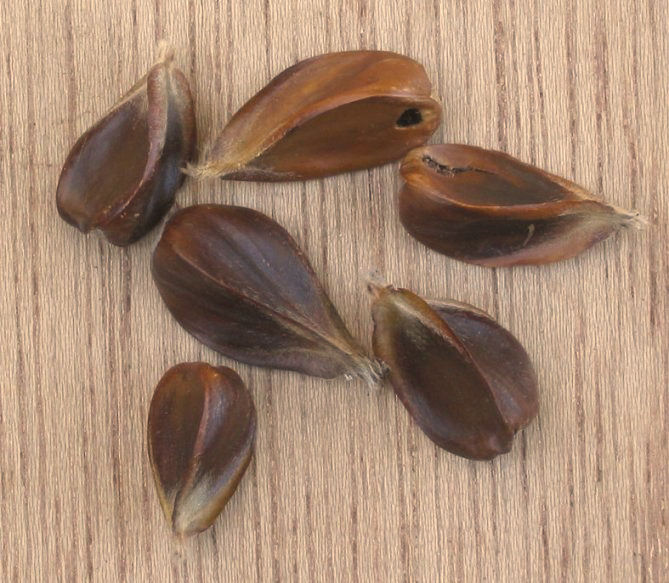
Ontbolsterde ongepelde beukennootjes

Een beukennootje is de vrucht van een beukenboom. Het is een klein driehoekig nootje, een dopvrucht, waarvan de vruchtwand verhout is, zoals ook bij de hazelnoot, eikel en kastanje het geval is. De nootjes worden omsloten door een napje, dat gevormd wordt uit de vruchtbladen en de schutbladen. In elk napje zitten twee nootjes. Als de nootjes in het najaar rijp zijn, opent het napje zich in vier delen en vallen de beukennootjes op de grond. Beukennootjes worden onder andere verspreid door eekhoorns, die ze als wintervoorraad gebruiken. 
Beukennootjes zijn ook voor de mens eetbaar, maar in grote hoeveelheden zijn ze giftig vanwege de aanwezigheid van fagine. Ze zijn rauw te eten of gebakken met een klontje boter. Vroeger werden ze ook als meel aan de varkens gevoerd. Tijdens de Tweede Wereldoorlog werd de olie uit de beukennootjes gewonnen door middel van een simpele gehaktmolen.

## Trivia
In de Fabeltjeskrant werd het beukennootje aldus bezongen in het Praathuislied: 

"Dubbele porties beukennoot
Vers van de boom of licht gezouten
Da's gezellig bij het kouten".